# Tocar l'ase
Tocar o arriar l'ase és un element de comunicació no verbal que consisteix en un clic alveolar, ço és, fer petar la llengua aplicant-la a la part anterior del paladar i abaixant-la de cop per a produir un so explosiu sord. Expressa desplaer, contrarietat, desaprovació o menyspreu. En català, l'expressió és representada per l'onomatopeia «nxt».
Té un equivalent d'ús molt més extens en el tchip, o tchipage (en francès), corrent a l'Àfrica, així com entre les poblacions d'origen africà a les Antilles o als Estats Units i a les esferes francòfona, anglòfona i neerlandòfona.

## Origen
A Catalunya, a l'origen és un so que es fa per a incitar els ases a caminar.
La pràctica del tchip africà prové més precisament de l'Àfrica de l'Oest. Aquest origen ha estat posat en evidència l'any 1976 per Rickford i Rickford, a partir d'un estudi fet al Guyana[1]. Per a la Jamaica, les aportacions provenen de manlleus a les llengües igboïdes del crioll jamaicà, en particular de l'igbo i del seu « ima osu » o « ima oso »[2].
A través de les cultures negres, que siguin africanes, caribenques o afroamericanes, s'ha propagat i es troba d'ara endavant integrada a les cultures mestissades de les esferes francòfona, anglòfona i neerlandòfonaneerlandòfona. L'ús del tchip és conegut a la literatura de temps prou antics ; n'hi ha així esment a un escrit haità del 1783. Sense remuntar tan lluny, se'n troba també, per exemple, l'any 1931 en Cyril Lionel Robert James[4].

## Pràctiques
El terme existeix primer a moltes llengües dels països d'Àfrica de l'Oest.
Al Burkina Faso aquesta onomatopeia és dita « tchouro » ; a la Costa d'Ivori és dita « tchourou » ; al Mali, hi ha igualment les denominacions "sourou» o «msourou» i al Senegal, s'utilitza entre altres la denominació «tchipetou» (pròxima de la paraula antillana «tchip»).
Als Estats Units, els afroamericans utilitzen les expressions « to suck one's teeth », la qual cosa significa literalment « xuclar-se les dents », o « to kiss one's teeth » (besar-se les dents). Al Crib anglòfon, es troba « to kiss your teeth at someone/something » a les Bahames; al Brasil, és « muxoxo »;  i « to steups » a Trinidad i Tobago.
Als Països-Baixos, a les Antilles neerlandeses i al Surinam, però igualment a Granada, aquesta pràctica és dita « tjoerie » ; es tracta d'un terme provinent de la llengua sranan. Es troba igualment, de vegades, la grafia « tyuri ».

### Descripció lingüística
Es tracta d'un registre propi de l'oralitat segons Ursula Baumgardt, coautora de Literatures orals africanes, que expressa elements que no tenen pas equivalent a l'escrit. D'un punt de vista fonètica, es tracta, segons els autors, d'un clic bilabial o d'una ingressiva velar. Del punt de vista semiòtica o sociològica, es va tracta segons Yaotcha d'Almeida d'un element de comunicació no verbal o paraverbal.
Tècnicament, es tracta de produir un soroll de succió, modulat pel passatge de la llengua i la posició dels llavis. El soroll produït pot ser representat per l'onomatopeia « tchip », el /i/ podent ser més o menys prolongat. El tchipage comporta sovint igualment un moviment de cap en el moviment oposat al moviment de la llengua, i pot fins i tot ser completat amb una postura específica. No existeix doncs pas un sol tchip, però una multitud.

### Significats
El tchipage té diversos significats diferents, en funció del context.
Pot tractar-se, en el context familiar i en la relació de pare a nen, d'una marca de desaprovació. Entre adults, el tchip equival de vegades a un insult, indicant la forta desaprovació fins i tot el menyspreu envers una altra persona. Pot igualment correspondre a un signe de desconfiança, de rebel·lió, d'insubordinació. El moviment de cap marca el fet de girar la cara a la persona a qui hom adreça el tchipage.
Entre la multitud de tchips, pot tractar-se d'un tchip de la conversa, bàsic; d'un tchip-bressador, adreçat per un pare preocupat de les bestieses del seu nen; o encara el super-tchip, acompanyat d'un cop de llengua final, que expressa el més profund menyspreu. Pot anar associat a la frustració. Però pot també tenir un significat de burla o de fer jangla.
Encara que està en curs de democratització, la pràctica del tchip sent un marcador identitari de les comunitats antillanes o africanes prou present a certes escoles de la regió parisenca, Philippe Hambye hi veu també una « fallida de la cultura dominant transmesa per l'escola ».
S'ha sentit igualment el tchip practicat en política. Així, l'ex ministra francesa de la Justícia Christiane Taubira, d'origen guaianès l'ha emprat en resposta contra les crítiques del Front Nacional.

## Prohibició a certs centres d'ensenyament secundari i terciari a França
L'any 2015, després de la multiplicació del tchip a certs centres d'ensenyament secundari i terciari a França, el tchip, considerat com un insult, un concentrat de desdeny, segons Christiane Taubira, comença a ésser prohibit.
El juny 2015, un dels primers centres d'ensenyament terciari a França a prohibir-lo és el lycée dels oficis Charles-Baudelaire a Évry (al departament de l'Essonne). Éric Bongo, el seu director adjunt, beninès d'origen, declara « El tchip és prohibit al liceu, com tot insult, perquè és un insult » i que « 80 % dels alumnes, en certes classes, són negres. Cal que es desfacin de certs codis culturals que són inapropiats en el món escolar i en el món de l'empresa » va explicar encara el responsable de l'establiment. A la tornada a escola del setembre 2015, un centre d'ensenyament secundari d'Évry preveia també de prohibir-lo.
A l'ocasió d'aquesta notícia, certs mitjans de comunicació s'interrogaren sobre el caràcter « estigmatitzant » de la mesura.